# Bryum orthorrhynchum
Bryum orthorrhynchum là một loài rêu trong họ Bryaceae. Loài này được Brid. Brid. mô tả khoa học đầu tiên năm 1819.